# Moulins-sur-Céphons
Moulins-sur-Céphons település Franciaországban, Indre megyében. Lakosainak száma 277 fő (2022. január 1.). Moulins-sur-Céphons Baudres, Bouges-le-Château, Gehée és Levroux községekkel határos.

## Népesség
A település népességének változása:
| Lakosok száma | 493  | 401  | 356  | 335  | 320  | 303  | 293  | 295  | 289  | 277  |
|               | 1968 | 1982 | 1990 | 2006 | 2013 | 2015 | 2017 | 2019 | 2020 | 2022 |